# Fahd Moufi
Fahd Moufi (en arabe : فهد موفي), né le 5 mai 1996 à Mulhouse en France, est un footballeur marocain évoluant au poste d'arrière droit au FK Orenbourg.

## Biographie

### En club

#### Jeunesse et formation
Fahd Moufi naît le 5 mai 1996 à Mulhouse de parents marocains de Bouznika par son père et de Meknès par sa mère.
Il commence le football à l'âge de 8 ans au FC Riedisheim 1921 avant de directement intégrer le FC Mulhouse.
Il y évolue jusqu'au U17 nationaux, il impressionne les recruteurs de l'Olympique lyonnais lors d'un match face aux U17 de ces derniers, ils décident de le contacter à la fin du match et il intègre dès lors le centre de formation lyonnais.
Lors de la saison 2014-2015, il fait partie de l'équipe qui représente l'Olympique lyonnais à la Coupe Gambardella. Ils font un bon parcours en éliminant des équipes comme l'OGC Nice, le Toulouse FC, l'AS Saint-Étienne, le LOSC et encore le Stade rennais. Ils perdent 0-2 en finale face au FC Sochaux.

#### Parcours amateur (2014-2017)
Lors de l'été 2015, il participe au stage d'avant-saison avec l'équipe professionnelle. Il intègre l'équipe réserve lors de la saison 2015-2016.
Le 17 février 2016, Fahd Moufi signe son premier contrat professionnel pour une durée de trois saisons à partir du 1er juillet 2016.
Le 31 août 2016, le CS Sedan Ardennes annonce l'arrivée de Fahd Moufi sous la forme d'un prêt pour une durée d'un an.
Il s'installe doucement dans l'effectif et finit la saison avec 19 matchs à son actif. Il est élu meilleur espoir du club à la fin de la saison.
Lors de son retour à Lyon, Bruno Génésio (coach de l'équipe professionnelle) lui explique qu'il ne comptera pas sur lui. Fahd Moufi décide de partir, un prêt au SC Bastia est envisagé mais le club est alors menacé par la DNCG. Le club descend en National 3 et Fahd Moufi demande alors un transfert définitif.

#### Départ au CD Tondela (2017-2020)
Le 17 juillet 2017, l'Olympique lyonnais annonce le départ de Fahd Moufi au CD Tondela, club évoluant dans l'élite du championnat portugais. Il n’y a pas d’indemnité de transfert mais les deux clubs sont convenus d’un intéressement de 20 % sur une future revente et un droit d’acquisition prioritaire en faveur de l’OL.
Le 24 septembre 2017, il commence sa saison et joue donc son premier match professionnel face au SC Braga. Il commence le match en tant que titulaire mais est expulsé après seulement quatre minutes à cause d'une faute volontaire en tant que dernier défenseur.
Cet événement couplé à des blessures récurrentes fait qu'il ne joue que 19 matchs en l'espace de deux saisons.
C'est lors de la saison 2019-2020 qu'il commence à se démarquer, il fait de très bonnes performances qui lui permettent d'attirer l’œil de Vahid Halilhodžić, sélectionneur de l'équipe nationale du Maroc.
À partir de janvier 2020, il commence à être lié à des clubs un peu partout en Europe. Le FC Nantes en France, le Deportivo Alavés et le Bétis Séville en Espagne mais aussi le FC Porto et le Benfica Lisbonne au Portugal.
Le 12 août 2020, le site officiel du CD Tondela annonce le départ de Fahd Moufi (et aussi ceux de Pité et de Diogo Silva par la même occasion), il est en effet arrivé à la fin de son contrat à la fin de la saison 2019-2020.

### En sélection
Avec l'équipe du Maroc des moins de 17 ans, il participe à la Coupe d'Afrique des moins de 17 ans en 2013. Le Maroc se classe quatrième du tournoi.
Le 19 septembre 2022, il est appelé en renfort par le sélectionneur Walid Regragui pour compenser une blessure de Hamza El Moussaoui à l'occasion d'un stage de préparation à la Coupe du monde 2022 à Barcelone et Séville pour deux confrontations amicaux, notamment face au Chili et au Paraguay,. Le 21 septembre 2022, un match amical de dernière minute (hors-FIFA) est organisé au Complexe sportif Mohammed VI à Rabat face à l'équipe de Madagascar et dans lequel il est titularisé et délivre une passe décisive sur le but de Walid Cheddira (victoire, 1-0). Le 23 septembre 2022, il est mis sur le banc pendant 90 minutes face au Chili. Le 27 septembre 2022, à l'occasion du deuxième match de la trêve internationale face au Paraguay, il est de nouveau sur le banc pendant 90 minutes au Stade Benito-Villamarín (match nul, 0-0).

## Statistiques
| Saison                | Club                     | Championnat           | Championnat | Championnat | Championnat | Coupe nationale | Coupe nationale | Coupe nationale | Coupe de la Ligue | Coupe de la Ligue | Coupe de la Ligue | Supercoupe | Supercoupe | Supercoupe | Compétition(s) continentale(s) | Compétition(s) continentale(s) | Compétition(s) continentale(s) | Compétition(s) continentale(s) | Coupe du monde des clubs | Coupe du monde des clubs | Coupe du monde des clubs | Total | Total | Total |
| Saison                | Club                     | Division              | M.          | B.          | P.d.        | M.              | B.              | P.d.            | M.                | B.                | P.d.              | M.         | B.         | P.d.       | Comp.                          | M.                             | B.                             | P.d.                           | M.                       | B.                       | P.d.                     | M.    | B.    | P.d.  |
| 2013-2014             | Olympique lyonnais rés.  | CFA                   | 5           | 0           | -           | -               | -               | -               | -                 | -                 | -                 | -          | -          | -          | -                              | -                              | -                              | -                              | -                        | -                        | -                        | 5     | 0     | 0     |
| 2014-2015             | Olympique lyonnais rés.  | CFA                   | 22          | 0           | -           | -               | -               | -               | -                 | -                 | -                 | -          | -          | -          | -                              | -                              | -                              | -                              | -                        | -                        | -                        | 22    | 0     | 0     |
| 2015-2016             | Olympique lyonnais rés.  | CFA                   | 25          | 0           | -           | -               | -               | -               | -                 | -                 | -                 | -          | -          | -          | -                              | -                              | -                              | -                              | -                        | -                        | -                        | 25    | 0     | 0     |
| 2016-2017             | Olympique lyonnais rés.  | CFA                   | 3           | 1           | -           | -               | -               | -               | -                 | -                 | -                 | -          | -          | -          | -                              | -                              | -                              | -                              | -                        | -                        | -                        | 3     | 1     | 0     |
| Sous-total            | Sous-total               | Sous-total            | 55          | 1           | 0           | 0               | 0               | 0               | 0                 | 0                 | 0                 | 0          | 0          | 0          | -                              | 0                              | 0                              | 0                              | 0                        | 0                        | 0                        | 55    | 1     | 0     |
| 2016-2017             | CS Sedan Ardennes (prêt) | National              | 19          | 0           | 0           | 1               | 0               | 0               | -                 | -                 | -                 | -          | -          | -          | -                              | -                              | -                              | -                              | -                        | -                        | -                        | 20    | 0     | 0     |
| Sous-total            | Sous-total               | Sous-total            | 19          | 0           | 0           | 1               | 0               | 0               | 0                 | 0                 | 0                 | 0          | 0          | 0          | -                              | 0                              | 0                              | 0                              | 0                        | 0                        | 0                        | 20    | 0     | 0     |
| 2017-2018             | CD Tondela               | Liga NOS              | 2           | 0           | 0           | 1               | 0               | 0               | -                 | -                 | -                 | -          | -          | -          | -                              | -                              | -                              | -                              | -                        | -                        | -                        | 3     | 0     | 0     |
| 2018-2019             | CD Tondela               | Liga NOS              | 13          | 1           | 0           | 1               | 0               | 0               | 2                 | 0                 | 0                 | -          | -          | -          | -                              | -                              | -                              | -                              | -                        | -                        | -                        | 16    | 1     | 0     |
| 2019-2020             | CD Tondela               | Liga NOS              | 26          | 0           | 1           | 1               | 0               | 0               | 1                 | 0                 | 0                 | -          | -          | -          | -                              | -                              | -                              | -                              | -                        | -                        | -                        | 28    | 0     | 1     |
| Sous-total            | Sous-total               | Sous-total            | 41          | 1           | 1           | 3               | 0               | 0               | 3                 | 0                 | 0                 | 0          | 0          | 0          | -                              | 0                              | 0                              | 0                              | 0                        | 0                        | 0                        | 47    | 1     | 1     |
| 2020-2021             | Portimonense SC          | Liga NOS              | 26          | 0           | 5           | -               | -               | -               | -                 | -                 | -                 | -          | -          | -          | -                              | -                              | -                              | -                              | -                        | -                        | -                        | 26    | 0     | 5     |
| 2021-2022             | Portimonense SC          | Liga NOS              | 31          | 1           | 1           | 4               | 0               | 2               | 2                 | 0                 | 1                 | -          | -          | -          | -                              | -                              | -                              | -                              | -                        | -                        | -                        | 37    | 1     | 4     |
| 2022-2023             | Portimonense SC          | Liga NOS              | 31          | 1           | 2           | 1               | 0               | 0               | 1                 | 0                 | 0                 | -          | -          | -          | -                              | -                              | -                              | -                              | -                        | -                        | -                        | 33    | 1     | 2     |
| Sous-total            | Sous-total               | Sous-total            | 88          | 2           | 8           | 5               | 0               | 2               | 3                 | 0                 | 1                 | 0          | 0          | 0          | -                              | 0                              | 0                              | 0                              | 0                        | 0                        | 0                        | 96    | 2     | 11    |
| 2023-2024             | Hajduk Split             | Prva HNL              | 28          | 0           | 2           | 3               | 0               | 0               | -                 | -                 | -                 | 1          | 0          | 0          | C4                             | 2                              | 0                              | 0                              | -                        | -                        | -                        | 34    | 0     | 2     |
| 2024-2025             | Hajduk Split             | Prva HNL              | 5           | 0           | 0           | 1               | 0               | 0               | -                 | -                 | -                 | -          | -          | -          | C4                             | 4                              | 0                              | 0                              | -                        | -                        | -                        | 10    | 0     | 0     |
| Sous-total            | Sous-total               | Sous-total            | 33          | 0           | 2           | 4               | 0               | 0               | 0                 | 0                 | 0                 | 1          | 0          | 0          | -                              | 6                              | 0                              | 0                              | 0                        | 0                        | 0                        | 44    | 0     | 2     |
| 2024-2025             | Wydad Casablanca         | Botola Pro            | 11          | 0           | 0           | 2               | 0               | 0               | -                 | -                 | -                 | -          | -          | -          | -                              | -                              | -                              | -                              | 2                        | 0                        | 0                        | 15    | 0     | 0     |
| Sous-total            | Sous-total               | Sous-total            | 11          | 0           | 0           | 2               | 0               | 0               | 0                 | 0                 | 0                 | 0          | 0          | 0          | -                              | 0                              | 0                              | 0                              | 2                        | 0                        | 0                        | 15    | 0     | 0     |
| 2025-2026             | FK Orenbourg             | Premier-Liga          | 1           | 0           | 0           | -               | -               | -               | -                 | -                 | -                 | -          | -          | -          | -                              | -                              | -                              | -                              | -                        | -                        | -                        | 1     | 0     | 0     |
| Sous-total            | Sous-total               | Sous-total            | 1           | 0           | 0           | 0               | 0               | 0               | 0                 | 0                 | 0                 | 0          | 0          | 0          | -                              | 0                              | 0                              | 0                              | 0                        | 0                        | 0                        | 1     | 0     | 0     |
| Total sur la carrière | Total sur la carrière    | Total sur la carrière | 248         | 4           | 11          | 15              | 0               | 2               | 6                 | 0                 | 1                 | 1          | 0          | 0          | -                              | 6                              | 0                              | 0                              | 2                        | 0                        | 0                        | 278   | 4     | 14    |

## Palmarès

### En club

#### Hajduk Split
- Finaliste de la Supercoupe de Croatie en 2023

 Olympique lyonnais U19
- Finaliste de la Coupe Gambardella en 2015